# Tachina taenionota
Tachina taenionota är en tvåvingeart som beskrevs av Johann Wilhelm Meigen 1830. Tachina taenionota ingår i släktet Tachina och familjen parasitflugor.
Artens utbredningsområde är Tyskland. Inga underarter finns listade i Catalogue of Life.